# Hoedown Throwdown
Singles de Miley Cyrus
The Climb
(2009) Party in the U.S.A.
(2009)
Hoedown Throwdown est le 2e single de Miley Cyrus en 2009, sur l'album Hannah Montana: The Movie.

## Performance dans les hit-parades

### Classement par pays
| Classement (2009)                 | Meilleure position |
| --------------------------------- | ------------------ |
| Australie Classement single       | 20                 |
| AutricheClassement single         | 41                 |
| CanadaHot 100                     | 15                 |
| Europe Hot 100                    | 50                 |
| AllemagneClassement single        | 66                 |
| Irlande Classement single         | 10                 |
| Nouvelle-ZélandeClassement single | 40                 |
| Norvège Classement single         | 17                 |
| SuisseClassement single           | 87                 |
| Royaume-Uni Classement single     | 18                 |
| États-Unis Billboard Hot 100      | 18                 |
| États-Unis Pop 100                | 29                 |

### Classement de fin d'année
| Classement (2009)             | Position |
| ----------------------------- | -------- |
| Royaume-Uni Classement single | 184      |